# Bojanowo
Bojanowo (německy Bajanowe) je město v Polsku ve Velkopolském vojvodství v okrese Rawicz. Je správním střediskem stejnojmenné městsko-vesnické gminy. Nachází se asi 79 km severozápadně od Vratislavi, 101 km jižně od Poznaně a asi 344 km jihozápadně od Varšavy. V roce 2024 zde žilo 2 782 obyvatel.

## Charakteristika
Nachází se zde kostel Nejsvětějšího Srdce Ježíšova. Městem prochází vojvodská silnice 309, jeho jihozápadní obchvat tvoří rychlostní silnice S5. 
Sousedními městy jsou Góra, Miejska Górka, Poniec, Rawicz, Rydzyna a Wąsosz.

## Historie
Město založil roku 1638 protestantský šlechtic Stefan Bojanowski těsně vedle vesnice Gołaszyn. Město bylo po Rawiczi druhým nejvýznamnějším centrem soukenictví ve Velkopolsku, od konce 17. století má město rovněž pivovarnickou tradici.